# Wild Bill Davis

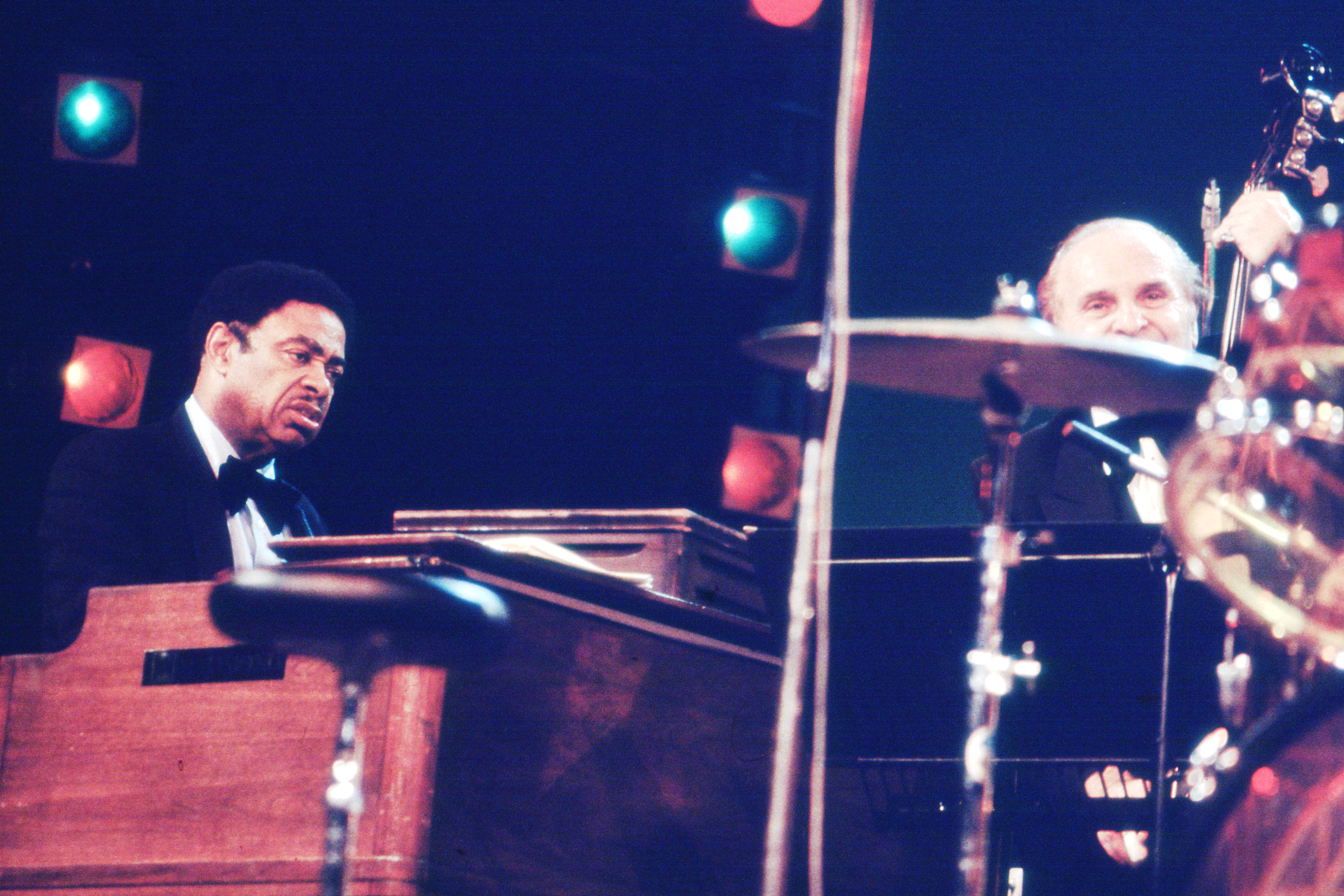
„Wild Bill” Davis i Chubby Jackson na festiwalu jazzowym North Sea w Hadze, 1979

„Wild Bill” Davis, właśc. William Strethen Davis (ur. 24 listopada 1918 w Glasgow w stanie Missouri, zm. 17 sierpnia 1995 w Moorestown w stanie New Jersey) – afroamerykański muzyk jazzowy, organista, pianista, gitarzysta i aranżer. Pionier zastosowania organów elektronicznych w jazzie. Wskazał drogę Miltowi Bucknerowi, Billowi Doggettowi, Jimmy’emu Smithowi, Bookerowi T. Jonesowi i dziesiątkom pianistów, którzy zmienili instrument.

## Życiorys
Dorastał w Parsons w stanie Kansas w rodzinie muzyków. Ojciec był zawodowym śpiewakiem, matka zaś nauczycielkę gry na fortepianie i to ona udzielała mu pierwszych lekcji instrumentu. Uczył się niechętnie i z przerwami, co się zmieniło, kiedy zaczął słuchać nagrań pianistów jazzowych Fatsa Wallera i Arta Tatuma. Dalsze kształcenie muzyczne podjął w 1937 po uzyskaniu stypendium w The Tuskegee Institute (obecnie Tuskegee University) w Alabamie. Po dwu latach zmienił uczelnię i kontynuował studia w Wiley College w Marshall w Teksasie.
Gdy zakończył naukę, wyjechał do Chicago. Dołączył do big-bandu Milta Larkina, w którym grał na gitarze i aranżował repertuar. Pracował w nim od 1939 do 1942 razem z takimi muzykami, jak saksofoniści Arnett Cobb, Eddie „Cleanhead” Vinson i Illinois Jacquet. Nazywano go „Dzikim Billem” („Wid Bill”). Prywatnie był człowiekiem bardzo spokojnym, cichym i łagodnym. Na scenie jednak zmieniał się w wulkan energii. Zapewne jeden z tych powodów, lub oba, spowodowały nadanie mu ww. przydomka. W 1943 jako gitarzysta i aranżer otrzymał angaż w orkiestrze pianisty Earla „Fathy” Hinesa. W 1945 już jako pianista został członkiem jazzowo–rhythmandbluesowej grupy Louisa Jordana Tympany Five. Był także głównym aranżerem zespołu, w znaczącym stopniu przyczyniając się do jego ówczesnych sukcesów. Pozostawał w nim do 1949.
W 1950 rozpoczął karierę solową jako organista. Instrument zamówiłem u producenta w 1945 – wspominał później – ale musiałem czekać prawie dwa lata, żeby go dostać. Kosztował mnie 2290 dolarów i było to absolutne ryzyko, gdyż zarabiałem wtedy 175 dolarów tygodniowo. Kiedy zacząłem grać solo, honorarium spadło do 45.. w 1951 założył The Bill Davis Trio, w którego skład weszli także: perkusista Chris Columbus i leworęczny gitarzysta Bill Jennings. Po pierwszych koncertach tria producent muzyczny John Hammond przewidywał w prestiżowym miesięczniku jazzowym „DownBeat”, że The Wild Bill Davis Trio w ciągu roku stanie się najlepszą grupą tego rodzaju w Stanach Zjednoczonych oraz odmieni historię jazzu. Słowa Hammonda sprawdziły się, „Wild Bill” bowiem stworzył wzorzec brzmienia małego zespołu organowego. Trio w składzie: organy, perkusja gitara lub kontrabas, albo kwartet z saksofonem stały się popularnym formatem organowym, wykorzystywanym przez najwybitniejszych hammondzistów jazzowych. Davis prowadził swoje trio o zmiennym składzie przez następne kilkadziesiąt lat. Przez trzy dekady występował z nim także w każde lato w kurorcie – Atlantic City. 
Obok prowadzenia własnej grupy współpracował z orkiestrą Counta Basiego, której dostarczał swoje kompozycje oraz aranżował repertuar. W 1955 miał nagrać z orkiestrą Basiego popularną piosenkę April in Paris, ale nie zdołał dotrzeć do studia. Nagrany bez jego udziału utwór stał się przebojem, dochodząc do pierwszej trzydziestki listy przebojów Hot 100 tygodnika „Billboard”. Natomiast sam dokonał w tym okresie nagrań m.in. z saksofonistami: Frankiem Morganem, Arnettem Cobbem i Johnnym Hodgesem, oraz wokalistką Ellą Fitzgerald.
Jeszcze na początku lat 50. poznał Duke’a Ellingtona, z którym się zaprzyjaźnił i pozostawał pod jego skrzydłami. Swoje pierwsze płyty, firmowane własnym nazwiskiem nagrał w jego wytwórni Mercer Records, co było ewenementem w wypadku muzyka niezatrudnionego przez Ellingtona. Słynny bandlider zaangażował go dopiero w 1961. Nagrał z nim kilka płyt oraz jeździł w tasy koncertowe do 1971.
Lata 70. głównie przebywał we Francja. Nagrywał w Paryżu dla wytwórni Black & Blue Records z licznymi amerykańskimi gwiazdami 
jazzu, m.in. saksofonistą i klarnecistą Buddym Tate'em,  puzonistami Alem Greyem i Groverem Mitchellem, kontrabasistą Slamem Stewartem, oraz Eddiem Vinsonem, Illinois Jacquetem i Eddiem Davisem. W tym czasie pracował także z muzykami francuskimi: saksofonistą Guy Lafittem, wibrafonistą Danym Dorizem i perkusistą Michelem Denisem. Od 1978 do 1980 grał w zespole wibrafonisty Lionela Hamptona. Później był częstym gościem wielu europejskich festiwali jazzowych.
Zmarł w Stanach Zjednoczonych. Miał 76 lat.

## Wybrana dyskografia

### Jako lider lub współlider
- 1951 New Stars–New Sounds – Volume 1 – Eddie Shu–Wild Bill Davis–Joe Roland – New Stars - New Sounds (Mercer Records)
- 1953 Here's „Wild” Bill Davis (Epic
- 1954 Wild Bill Davis – On The Loose (Epic)
- 1955 Wild Bill Davis – At Birdland (Epic)
- 1956
  - Wild Bill Davis – On Broadway (Imperial)
  - Wild Bill Davis in Hollywood (Imperial)
- 1959 Flying High with Wild Bill Davis (Everest)
- 1961 The Music From Milk & Honey with  Wild Bill Davis–Charlie Shavers (Everest)
- 1962
  - Lover (Coral Records)
  - One More Time (Coral)
- 1963 Wild Wild Wild Wild Wild Wild Wild Wild Wild Wild Wild Bill Davis (Imperial)
- 1964
  - Mess of Blues – Johnny Hodges–Wild Bill Davis (Verve)
  - Johnny Hodges–Wild Bill Davis – Blue Rabbit (Verve)
  - Around the World (Coral)
- 1965
  - Johnny Hodges–Wild Bill Davis – Wings & Things (Verve)
  - Joe’s Blues – Johnny Hodges–Wild Bill Davis (Verve)
  - Con-Soul & Sax – Wild Bill Davis–Johnny Hodges (RCA Victor)
  - Free, Frantic and Funky (RCA Victor)
- 1966
  - Blue Pyramid – Johnny Hodges–Wild Bill Davis (Verve)
  - Wild Bill Davis – Live at Count Basie’s (RCA Victor)
- 1967
  - Wild Bill Davis – Midnight to Dawn (RCA Victor)
  - Wild Bill Davis & Johnny Hodges in Atlantic City (RCA Victor)
- 1968 Flying Home (Sunset Records)
- 1989
  - Doin’ His Thing (RCA Victor)
  - Wonderful World of Love (Tangerine Records)
- 1972 Al Grey et Wild Bill Davis (Black & Blue)
- 1973 Buddy Tate et Wild Bill Davis (Black & Blue)
- 2004
  - Organology by Wild Bill Davis – April In Paris – Vol. 1 (Ocium Records) – kompilacja
  - Organology by Wild Bill Davis – Syncopated Clock – Vol. 2 (Ocium Records) – kompilacja

### Jakosideman
Z Arnettem Cobbem i Eddiem „Lockjaw” Davisem
- 1959 Blow, Arnett, Blow – Arnett Cobb–Eddie „Lockjaw” Davis (Prestige)

Z Dukem Ellingtonem
- 1970
  - New Orleans Suite (Atlantic)
  - 70th Birthday Concert (Solid State)

Z Ellą Fitzgerald
- 1963 These Are the Blues (Verve)

Z Frankiem Morganem
- 1955 Gene Norman Presents Frank Morgan – Frank Morgan with Conte Candoli and Machito’s Rhythm Section (GNP)

Zestawienie wg dat wydania płyt